# Katz
Katz [kác] ima več pomenov.

## Osebnosti
Priimek več osebnosti. Katz je pogost germanski priimek. Je tudi eden najstarejših aškenaških judovskih priimkov.
Germani s takšnim priimkom lahko izvirajo iz nemškega področja ob Renu, kjer leži Grad Katz. Ime gradu ne izhaja iz besede Katze (mačka), ampak iz Katzenelnbogen, kar izhaja iz latinskega Cattimelibocus, ki ga sestavljata starodavni germanski plemenski imeni Chatti in Melibokus.
Kot judovski priimek je Katz (hebrejsko כ"צ, rusko Кац, Катц) okrajšava (notarikon) hebrejskih začetnic izraza koen cedek – pravični duhovnik ali pravični svečenik (hebrejsko כהן צדק). Koen cedek je tudi nosilec imena očetovske linije potomcev kohenskih sinov Zadoka. Priimek se rabi od 17. stoletja ali mogoče še prej kot epiteton Aaronovih potomcev. Razporeditev je verjetno izpeljana iz Melčicedek (»kralj pravičnosti«), ki se imenuje duhovnik (»kohen«) najvišjega boga (1Mz xiv. 18) ali morda iz Psalmi cxxxii 9: Naj so duhovniki oblečeni s pravičnostjo (»tzedeq«). Raba okrajšane in germanizirane oblike »Katz« verjetno sovpada z naložitvijo germanskih imen Judov v Nemčiji v 18. in 19. stoletju.
Če je branje pravilno, se je ta okrajšava pojavila na nagrobnem kamnu iz leta 1536 na pokopališču v Pragi (Hock, Die Familien Prag's, str. 175). Najdena je tudi na nagrobnem kamnu iz leta 1618 v Frankfurtu (M. Horowitz (Moses Horowitz?), Die Inschriften des Alten Friedhofes der Israelitischen Gemeinde zu Frankfurt-am-Main 1901, str. 63), v knjigi družine Soncino iz Prage v 17. stoletju (Zunz, Z.G., str. 262) in v zapisku Šabbethai ben Meïr ha-Kohena o Čošenu Mišpatu (Amsterdam, 1663).
- Ada Katz (*1928), ameriški umetniški model
- Alex Katz (*1928), ameriški umetnik in kipar
- Alexander Benjamin Katz (*1994), ameriški bejzbolist
- Allan Katz, ameriški pisatelj, producent, igralec in režiser
- Amir Katz (*1973), izraelski pianist in glasbenik
- Anatolij Josipovič Katz (1936—2017), ruski pianist, skladatelj in pedagog
- Andy Katz (*1969), ameriški športni novinar
- Arnie Katz, ameriški novinar, pisatelj in oblikovalec videoiger
- Bernard Katz (1911—2013), nemško-britansko-avstralski nevrofiziolog in biofizik, nobelovec
- Daniel Kratz
  - Daniel Katz (*1938), finski pisatelj
  - Daniel Katz, (*1961), argentinski politik
  - Daniel Kratz (1903—1998), ameriški psiholog
- Danny Katz (*1960), avstralski kolumnist in pisatelj
- Daryl Katz (*1961), kanadski poslovnež, investitor in filantrop
- Dave Katz (*1961), ameriški besedilopisec in producent
- David Katz
  - David Katz, ameriški pisatelj, glasbeni novinar, fotograf, svetovalec A&R, didžej in zgodovinar reggaeja
  - David Katz (1924—1987), ameriški dirigent
  - David Katz (1884—1953), nemško-švedski psiholog in učitelj
  - David A. Katz (1933—2016), ameriški zvezni sodnik
  - David Bar Katz, ameriški scenarist, dramatik, pisatelj in režiser
  - David L. Katz (*1963), ameriški nutricionist
  - David S. Katz (*1953), izraelski zgodovinar
- Elias Katz (1901—1947), finski atlet, olimpionik
- Elihu Katz (*1926), ameriško-izraelski sociolog in komunikacijski strokovnjak
- Elizabeth Katz, mehiška igralka in fotomodel
- Emmanuel Mane-Katz (1894—1962), ukrajinsko-francosko-izraelski slikar in kipar
- Erich Katz (1900—1973), nemško-ameriški muzikolog, skladatelj, glasbeni kritik, glasbenik in profesor
- Gloria Katz (1942—2018), ameriška scenaristka in filmska producentka
- Haim Katz (*1947), izraelski politik
- Harold Katz, ameriški podjetnik
- Hartmut Katz (1943—1996), nemški jezikoslovec, selkupist
- Hirše-Dovid Katz (*1956), litovsko-ameriški jidišist, pisatelj, učitelj in kulturni zgodovinar
- Ian Katz (*1967), britanski novinar
- Jackson Katz (*1960) ameriški učitelj, filmski delavec in pisatelj
- Jacob Katz (1904—1998), izraelski zgodovinar in učitelj
- Jakov Katz
  - Jakov Katz (1906—1967), izraelski politik
  - Jakov Katz, izraelski politik
  - Jakov Katz (*1979), ameriško-izraelski novinar
- Jane Katz (*1943), ameriška učiteljica, pisateljica in plavalka
- Jay Katz
  - Jay Katz (1922—2008), ameriški zdravnik
  - psevdonim Jaimieja Leonarderja (*1958), avstralskega glasbenika, arhivista, družbenega delavca, filmskega kritika, radijskega napovedovalca in didžeja
  - psevdonim Jima Ketha (1949—1999), ameriškega pisatelja
- Jeff Katz (*1943), ameriški glasbeni producent
- Jeffrey Owen Katz (*1950), ameriški pisatelj, astronom, parapsiholog
- Jerrold Katz (1932—2002), ameriški filozof in jezikoslovec
- Jisrael Katz
  - Jisrael Katz (*1955), izraelski politik in državnik
  - Jisrael Katz (1927—2010), izrealski politik in državnik
- Jon Katz (*1947), ameriški novinar, pisatelj in fotograf
- Jonathan Katz
  - Jonathan Katz (*1946), ameriški filmski igralec, komik in glasovni igralec
  - Jonathan David Katz (*1958), ameriški aktivist, umetnostni zgodovinar, učitelj in pisatelj
  - Jonathan Ned Katz (*1938), ameriški zgodovinar človeške seksualnosti
- Joseph Katz
  - Joseph Katz (1912—2004), izraelski vohun
  - Joseph J. Katz (1912—2008), ameriški kemik
- Judah Katz (*1960), kanadski igralec
- Leo Kratz
  - Leo Kratz, ameriški pravnik
  - Leo Kratz, (1914—1976), ameriški statistik
  - Leo Kratz (1892—1954), avstrijski pisatelj
- Leon Kratz
  - Leon Katz (1919—2017), ameriški profesor drame
  - Leon Katz (1909—2004), kanadski fizik
- Martin Katz (*1944), ameriški pianist, ulitelj in dirigent
- Mickey Katz (1909—1985), ameriški komik in glasbenik
- Mike Katz
  - Mike Katz (*1944), ameriški bodibilder in igralec ameriškega nogometa
  - Mike Katz, škotski glasbenik, član skupine Battlefield Band
- Mîndru Katz (1925—1978), romunsko-izraelski pianist
- Miriam Katz (*1931), rojstno ime Miriam Zohar, izraelske igralke
- Nathan Katz
  - Nathan Katz, ameriški profesor
  - Nathan Katz, (1892—1981), francosko-nemški pesnik
- Nets Katz (*1973), ameriški matematik
- Nicholas Michael Katz (*1943), ameriški matematik
- Omri Katz (*1976), ameriško-izraelski igralec
- Paul Katz (*1941), ameriški čelist in glasbeni pedagog
- Phil Katz (1962—2000), ameriški računalniški programer
- Phoebe Cates (rojena Phoebe Belle Katz) (*1963), ameriška filmska igralka, pevka in model
- Ralph Katz (*1957), ameriški igralec bridža
- Randy Katz, ameriški elektrotehnik in računalnikar
- Raphael Katz (1841—1902), ameriški poslovnež in politik
- Richard H. Katz (*1942), ameriški igralec bridža
- Robert Katz (1933—2010), ameriški romanopisec, scenarist in pisatelj
- Ronald A. Katz (*1936), ameriški izumitelj in podjetnik
- Ryan Smiley Katz (*1976), bolj znan kot GQ Money, ameriški rokoborec
- Sam Katz
  - Sam Katz (*1951), kanadski politik
  - Sam Katz (*1949), ameriški politik
  - Sam Katz (*1990), angleški ragbist
- Samuel Katz (*1927), ameriški pediater in virolog
- Sandor Katz (*1962), ameriški pisec in aktivist
- Sheldon Katz (*1956), ameriški matematik
- Sidney A. Katz, ameriški politik in poslovnež
- Simon Katz (*1971), angleški besedilopisec in multiinštrumentalist
- Constantin Dobrogeanu-Gherea (rojen Solomon Katz) (1855—1920), romunski marksist, politik, sociolog, literarni kritik in novinar
- Steven Theodore Katz (*1944), ameriški filozof in zgodovinar
- Stu Katz (*1937), ameriški jazzovski pianist in vibrafonist
- Šmuel Katz
  - Šmuel Katz (1914—2008), izraelski militarist, pisatelj, zgodovinar, novinar in državnik
  - Šmuel Katz (1926—2010), izraelski umetnik, ilustrator in risankar
- Tamar Katz (*1988), izraelska umetnostna drsalka
- Tuvia Katz (*1936), izraelski umetnik
- Vera Katz (*1933), ameriška političarka
- Welwyn Wilton Katz (*1948), kanadska otroška pisateljica
- William Loren Katz, ameriški učitelj, zgodovinar in pisatelj
- Yuri Katz, ukrajinsko-ameriški glasbenik, glasbeni aranžer in glasbeni producent